# Aleksandr Smîșleaev
Aleksandr Smîșleaev (n. 16 martie 1987, Lysva, RSFS Rusă, URSS) este un sportiv ce a reprezentat Rusia, medaliat olimpic. A participat la 4 ediții ale Jocurilor Olimpice (2006, 2010, 2014, 2018) în care a câștigat o medalie de bronz.